# Sahaya
Sahaya es una serie de televisión filipina transmitida por GMA Network desde el 18 de marzo de 2019. Está protagonizada por Bianca Umali, Miguel Tanfelix y Migo Adecer.

## Sinopsis
Un Badjaw deshonrado, Manisan huye a Zamboanga al enterarse de su embarazo a otro hombre. Más tarde dará a luz a su hija, Sahaya, que desarrollará una fuerte conexión con el agua y se dividirá entre su amiga de la infancia y una soltera de Manila.

## Elenco

### Elenco principal
- Bianca Umali como Sahaya Arati Maglayao[2]
- Miguel Tanfelix como Ahmad / John[2]
- Migo Adecer como Jordan Álvarez[2]

### Elenco secundario
- Mylene Dizon como Manisan Arati[3]
- Eric Quizon[2] como Hubert Álvarez
- Zoren Legaspi[2] como Harold Maglayao
- Pen Medina[2] como Panglima Alari Laut
- Ana Roces[4] como Irene Álvarez
- Ashley Ortega[2] como Lindsay Álvarez
- Snooky Serna como Salida Calliste[5]

### Elenco de invitados
- Jasmine Curtis-Smith como Manisan[6] (joven)
- Benjamin Alves[7] como Aratu Calliste
- Gil Cuerva[7] como Harold (joven)
- Karl Medina como Panglima Alari (joven)
- Angel Guardian como Irene (joven)
- Kyle Kaizer como Jordan (joven)
- Debra Liz como Babu Dalmina
- Juan Rodrigo como Bapa Armino
- Kim Belles como Sahaya (joven)
- Yñigo Delen como Ahmad (joven)
- Glaiza de Castro como Toni[8]
- Dave Bornea como Inda
- Ayra Mariano como Hadiya
- Faith da Silva como Fareeda
- Lovely Rivero como Dapantiya
- Prince Clemente como Errol
- Soliman Cruz como Umbo
- Rita Gaviola como Marriam
- Chanel Morales como Omboh Putli
- Lui Manansala como Principal de Guzmán
- Mike Lloren como Dante
- Marinella Sevidal como Beyang
- Angelica Ulip como Althea
- Empress Schuck como Casilda
- Sue Prado como Lorie
- Marissa Delgado como Maureen Álvarez
- Gina Alajar como Almida
- BJ Forbes como Barrion
- John Feir como Django
- Joel Saracho como Usman